# Rosa Vercellana
Rosa Vercellana (Nice, 3 de junho de 1833 — Pisa, 26 de dezembro de 1885) foi condessa de Mirafiori e Fontanafredda e a amante, e depois esposa, do rei Vítor Emanuel II da Itália. Era conhecida como La Bela Rosin.

## Vida
Também conhecida por Rosina ou La Belle Rosin, ela nasceu em Nice, então no Reino da Sardenha, sendo a caçula do coronel-de-exército Giovanni Battista Vercellana e da dona-de-casa Teresa Griglio. Ela foi batizada com o nome de Maria Rosa Chiara Teresa Aloisia.
Seu pai, o coronel Giovanni, era natural de Moncalvo, na Província de Asti. Ele era membro da Guarda Imperial Napoleônica, sendo que, após a queda de Napoleão, ele foi apontado como Capitão da Guarda Real Sarda e Governador da Fortaleza Real, em Racconigi; Foi nesta fortaleza que, em 1847, a jovem Rosina conheceu o príncipe Vítor Emanuel da Sardenha. Eles tornaram-se amantes, e ela concebeu duas crianças do príncipe, alguns anos depois.
O affair dos dois causou um grande escândalo em 1849, quando Vítor Emanuel foi coroado Rei da Sardenha. Quando a rainha morreu em 1855, Vítor fez Rosina condessa de Mirafiori e Fontanafredda, por decreto de Sua Majestade, em 1858.
O rei também reconheceu a paternidade das duas crianças que havia tido com a condessa, permitindo-lhes a dignidade de Príncipe Real da Itália e outorgando-lhes o sobrenome Guerrieri.
Em 1860, Vítor Emanuel doou à condessa e aos filhos um castelo campal, no castelo de La Mandria, nas proximidades de Venaria. 
Em 1864, quando a capital do Reino da Itália deixou de ser Turim e passou a ser Florença, a condessa e os filhos estabeleceram residência na Villa La Pietraia. 
Em 1877, com a permissão do papa, o rei casou-se morganaticamente com Rosa Vercellana. Por tal fato, ela jamais foi reconhecida como rainha da Itália. Vítor Emanuel faleceu dois meses após a cerimônia. Rosa ainda viveu por oito anos.

## Descendência
Rosa Vercellana e o rei Vítor Emanuel tiveram os filhos:
- Vittoria Guerrieri (2 de dezembro de 1848 - 29 de dezembro de 1905), casada no castelo de La Mandria com o marquês Giacomo Filippo Spinola di Genova, com o marquês Luigi Spinola e com Paolo de Simone, com descendência, nas famílias: Spinola, De Simone, Coci, Meshki, Tuccimei e Sforza.
- Emanuelle Alberto Guerrieri (26 de junho de 1851 - 23 de dezembro de 1894), conde de Mirafiori e Fontafredda, casado em Florença com Bianca di Larderel, com descendência nas famílias: Guerrieri, Gromis e Grosso.